# 金瓊元
金 瓊元（キム・ギョンウォン、1936年6月11日 - 2012年7月22日）は、大韓民国の学者、外交官。

## 生涯
ソウル大学校法科大学在学中の1955年に渡米。ウィリアムズ大学政治学科を卒業。1963年にハーバード大学で政治学博士号を取得。同年、カナダでヨーク大学助教授に就任。
米ニューヨーク大学教授を経て、1971年に帰国し高麗大学校教授に就任。1975年、国際政治担当大統領特別補佐官を務めた。
1980年に国家保衛非常対策委員会委員。同年9月に全斗煥が大統領に就任すると、金瓊元は大統領秘書室長に起用された。1982年に国連大使、1985年に駐米大使を務めた。
2012年に死去、享年76。